# Psychotria pseudomicrodaphne
Psychotria pseudomicrodaphne är en måreväxtart som beskrevs av André Guillaumin. Psychotria pseudomicrodaphne ingår i släktet Psychotria och familjen måreväxter. Inga underarter finns listade i Catalogue of Life.